# デオダート
エウミール・デオダート（Eumir Deodato、1942年6月22日 - ）は、ブラジルのミュージシャン。ジャズ、フュージョン/クロスオーヴァー系のキーボード奏者。
作曲家、アレンジャー、プロデューサーでも知られる。1970年代以降は主にデオダート名義で活動している。

## バイオグラフィ
リオデジャネイロ生まれ。イタリア系ブラジル人。
1964年にミュージシャン・デビューした後、1967年頃からアメリカへ渡り、ジャズ・レーベルのCTIなどでアレンジャーとしてミルトン・ナシメント、アントニオ・カルロス・ジョビン、マルコス・ヴァーリ、フランク・シナトラなどの数々のアルバムの製作に携わる。その間、ブラジルでオリジナル・アルバムを制作、リリースした。
1973年、デオダート名義としてCTIレーベルにてアルバム『ツァラトゥストラはかく語りき』を発表。クラシック作品をエレクトリック・ジャズにアレンジした楽曲「ツァラトゥストラはかく語りき」が異例のヒットとなった。同曲は最も有名な初期クロスオーバー/フュージョンの一曲として知られ、日本でもNHKFMを中心にオンエアされた。続いて同年発表のアルバム『ラプソディー・イン・ブルー』でもジョージ・ガーシュウィンの「ラプソディー・イン・ブルー」を取り上げており、本作も代表作品として知られている。この曲の他ラヴェルの「亡き王女のためのパヴァーヌ」、スティーリー・ダンの「ドゥ・イット・アゲイン」、ムーディー・ブルースの「サテンの夜」、などもデオダート流のアレンジを加えて収録されている。
CTIを離れてからはMCA、ワーナー・ブラザース・レコードと渡り歩きアルバムを制作。1970年代後半には、クール・アンド・ザ・ギャングのプロデュースを担当。また、ビョーク、ケヴィン・ローランド等、音楽プロデューサーとしても活動している。
2001年、15年ぶりにミュージシャンとしての活動を再開、コンサートを中心に活動し始めた。2008年8月にはコットンクラブ東京にて来日公演を果たし、以降も時折来日している。2010年には久々のソロ作『ザ・クロッシング』を発表した。
1980年代に新潟放送で放送されていた深夜洋画劇場でLove Island (album)収録の"San Juan Sunset"がテーマ曲として使われていた。

## ディスコグラフィ

### ブラジル時代
- 『イヌチル・パイサージェン』 - Inutil Paisagem[2] (1964年、Forma) ※旧邦題『無意味な風景』
- 『イデイアス (着想点)』 - Ideias... (1964年、Odeon)
- 『インプルソ!』 - Impuls O! (1964年、Equipe) ※Os Catedráticos名義
- 『サンバ・ノヴァ・コンセプサォン』 - Samba Nova Concepcao (1964年、Equipe)
- 『トレメンダォン』 - Tremendão (1964年、Equipe) ※Os Catedráticos名義
- 『ロス・ダンセーロス・エン・ボレロ』 - Los Danseros En Bolero (1964年、Equipe) ※Los Danseros En Bolero名義
- 『アタッキ』 - Ataque (1965年、Equipe) ※Os Catedráticos名義
- Bossa Nova for Swinging Lovers (1965年、London Globe)
- 『ザ・ジェントル・レイン』 - The Gentle Rain (1965年、Mercury) ※with ルイス・ボンファ
- 『オ・ソン・ドス・カテドラーチコス』 - O Som Dos Catedráticos (1970年、Equipe) ※コンピレーション
- Percepcao (1972年、London)
- 『オス・カテドラチコス 73』 - Os Catedraticos 73 (1973年、Equipe)

### デオダート名義
- 『ツァラトゥストラはかく語りき』 - Prelude[3] (1973年、CTI)
- 『ラプソディー・イン・ブルー』 - Deodato 2[4] (1973年、CTI)
- 『ドナート/デオダート』 - DonatoDeodato (1973年、Muse) ※with ジョアン・ドナート
- 『旋風』 - Whirlwinds (1974年、MCA)
- 『アーティストゥリー』 - Artistry (1974年、MCA)
- 『イン・コンサート』 - In Concert (1974年、CTI) ※with アイアート・モレイラ
- 『ファースト・クックー』 - First Cuckoo (1975年、MCA)
- Love, Strings, and Jobim (1975年、Warner Bros.) ※with Gaya
- Daybreak (1976年、Record Bazaar)
- 『ヴェリー・トゥゲザー』 - Very Together (1976年、MCA)
- 『ラヴ・アイランド』 - Love Island (1978年、Warner Bros.)
- 『ナイツ・オブ・ファンタジー』 - Knights of Fantasy (1979年、Warner Bros.)
- 『ナイト・クルーザー』 - Night Cruiser (1980年、Warner Bros.)
- 『ハッピー・アワー』 - Happy Hour (1982年、Warner Bros.)
- 『モーション』 - Motion (1984年、Warner Bros.)
- 『サムウェア・アウト・ゼア』 - Somewhere Out There (1989年、Atlantic)
- 『ザ・クロッシング』 - The Crossing (2010年、Expansion)